# دومینیک پیتز
دومینیک پیتز (انگلیسی: Dominic Peitz؛ زادهٔ ۱۱ سپتامبر ۱۹۸۴) بازیکن فوتبال اهل آلمان است.
از باشگاه‌هایی که در آن بازی کرده‌است می‌توان به باشگاه فوتبال پادربورن، باشگاه فوتبال آگسبورگ، باشگاه فوتبال یونیون برلین، باشگاه فوتبال کارلسروهه، باشگاه فوتبال هانزا روستوک، و باشگاه فوتبال اسنابروک اشاره کرد.